# Теплопаровоз

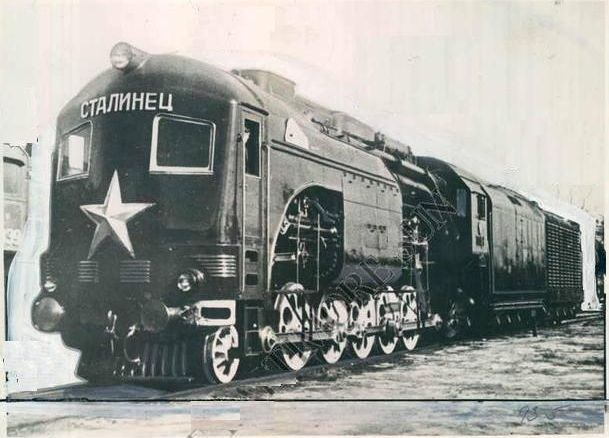
Радянський теплопаровоз ТП1

Теплопаровоз — локомотив-гібрид, який поєднує в собі тепловоз безпосередньої дії (тобто без проміжної передачі між дизельним двигуном і рушійними колісними парами) і паровоз. Парова машина використовується для розгону, а на певній швидкості в починає додатково працювати дизельний двигун. Для циклу парової машини і для циклу дизельного двигуна використовується один циліндр, хоча при роботі дизельного двигуна парова машина також продовжує працювати.

## Походження назви
У 1930-ті почало зароджуватися тепловозобудування. Перші тепловози значно поступалися більшості паровозів за низкою параметрів, і за потужністю. Тому було вирішено спроектувати потужний тепловоз, який став би альтернативою потужним паровозам, використавши схему паровоза. Тобто замість водяної пари в циліндри подавати газоподібне паливо. Але було очевидним, що змусити працювати такий дизельний двигун без попереднього розгону неможливо.
Спочатку тепловоз пропонувалося розганяти допоміжним дизель-компресором, що нагнітав повітря в циліндри.
1935 студент Московського електромеханічного інституту інженерів транспорту Л. М. Майзель запропонував побудувати локомотив, який би поєднував в собі тепловоз з паровозом, вказавши, що для циклу парової машини і для циклу дизельного двигуна повинен використовуватися один і той же циліндр.

## Переваги та недоліки теплопаровоза
При проектуванні теплопаровозів, конструктори розраховували, що такий тип локомотива, порівняно з тепловозом, буде легше виготовляти на паровозобудівних заводах і він буде простішим в освоєнні паровозними локомотивними бригадами. До того ж у нього, порівняно з тепловозом, вища сила тяги при рушанні з місця (одна з властивостей паровоза). Також теплопаровоз міг реалізовувати вищий ККД (до 14–16 %), ніж паровоз (ККД –7 %).
Штучне поєднання дизельного двигуна і парової машини виявилося неефективним з низки причин, головна з них — ступінь економічної роботи дизельного двигуна більш ніж удвічі перевищує оптимальний ступінь стиснення парової машини. Крім ускладнення конструкції, це призводить до перевитрати палива обома двигунами більш, ніж на 30 %. Чималий вплив мала радянська політика в галузі залізничного транспорту — приміром Луганський і Коломенський заводи продовжували будувати паровози до 1956-го, тому помітні переваги теплопаровозів над паровозами не були реалізовані.
У другій половині 1950-их на багатьох заводах почали розгортати масове виробництво потужних тепловозів, ККД яких було 26–27 %, що робило непотрібним використання гібридної технології.